# 1849 en arts plastiques
| Années des arts plastiques : 1846 - 1847 - 1848 - 1849 - 1850 - 1851 - 1852    |
| Décennies des arts plastiques : 1810 - 1820 - 1830 - 1840 - 1850 - 1860 - 1870 |

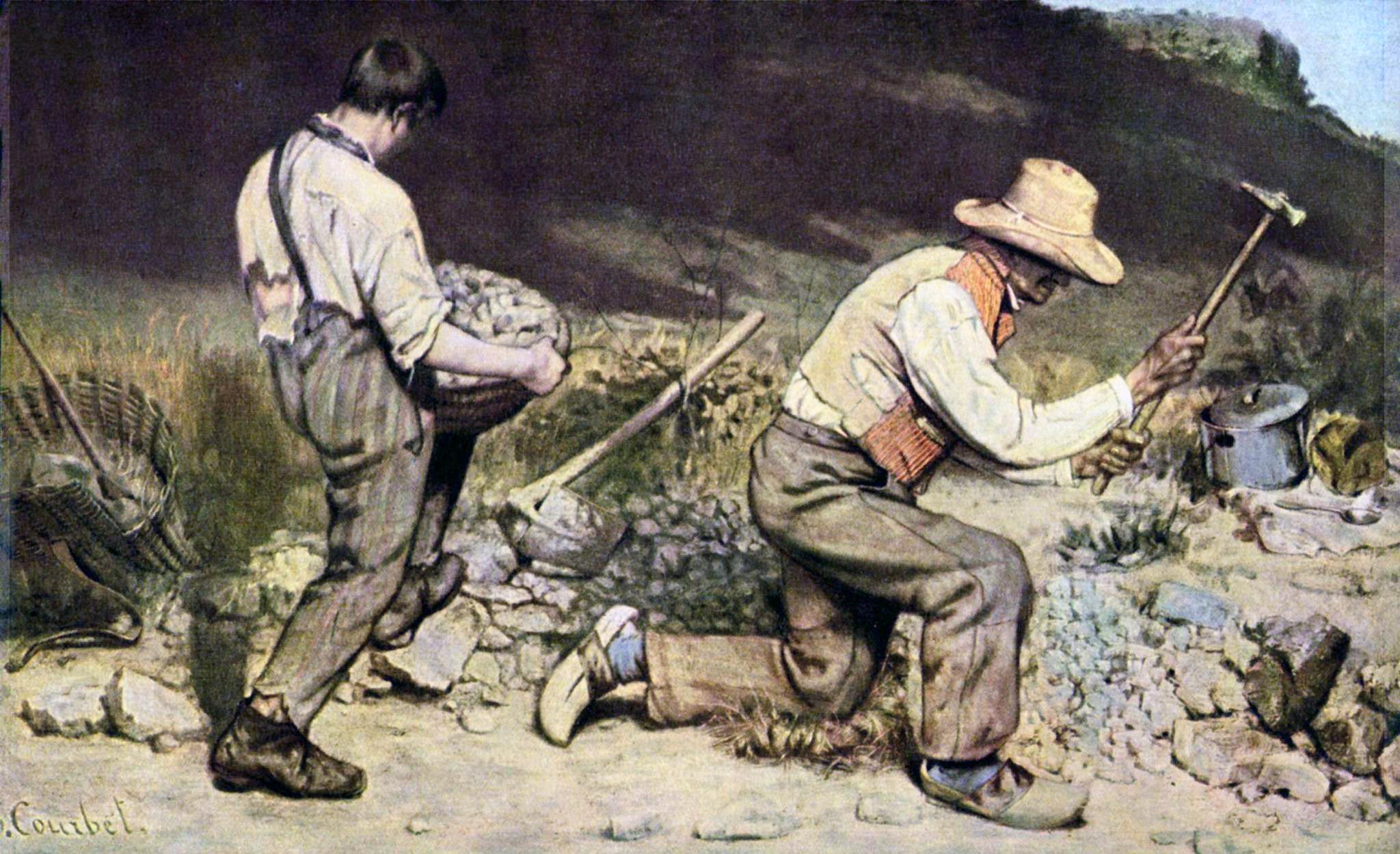
Les Casseurs de pierres de Courbet.

Cette page concerne l'année 1849 en arts plastiques.

## Naissances
- 12 janvier : Jean Béraud, peintre  impressionniste français († 4 octobre 1935),
- 18 janvier : Eugène Carrière, peintre et lithographe français († 27 mars 1906),
- 24 janvier : Paul de La Boulaye, peintre français († 4 janvier 1926),

- 1er février : Albert Lebourg, peintre impressionniste français issu de l’École de Rouen († 6 janvier 1928),
- 10 février : Hugo d'Alesi, peintre et graphiste publicitaire français († 11 novembre 1906),
- 15 février : Jean Brunet, peintre français († 23 février 1917),
- 17 février : Daniel Dupuis, peintre, sculpteur et graveur-médailleur français († 14 novembre 1899),
- 24 février : Franz Skarbina, peintre allemand († 18 mai 1910),

- 1er mars : Barthélemy Niollon, peintre français († 20 avril 1927),
- 9 mars : Robert Wiedemann Browning, peintre et critique d'art britannique († 8 juillet 1912),
- 13 mars : Périclès Pantazis, peintre et dessinateur grec († 25 janvier 1884),
- 17 mars : Victor Binet, peintre français († 15 janvier 1924),
- 25 mars :
  - Henri Van Dyck, peintre belge († 9 février 1934),
  - František Ženíšek, peintre bohémien († 15 novembre 1916),

- 6 avril : John William Waterhouse, peintre britannique († 10 février 1917),
- 8 avril : Miloš Tenković, peintre serbe († 1890),
- 10 avril : Henri Toussaint, peintre, illustrateur et graveur français († 25 septembre 1911),
- 16 avril : Pierre Leprat, peintre et professeur de dessin et d'histoire de l'art français († 4 octobre 1936),
- 19 avril : Eva Gonzalès, peintre impressionniste française († 6 mai 1883),
- 23 avril : Philippe Zacharie, peintre français († 25 janvier 1915),
- 30 avril : Fernand de Belair, peintre français († 6 mai 1928),

- 4 mai : Jyotirindranath Tagore, dramaturge, éditeur, traducteur, peintre et musicien indien († 4 mars 1925),
- 9 mai :
  - Louis Antoine Capdevielle, peintre français († 27 juillet 1905),
  - Gustave Fraipont, peintre, sculpteur, illustrateur et affichiste français d'origine belge († 29 avril 1923),
- 10 mai : Victor Masson, industriel, peintre et illustrateur français († 17 juillet 1917),
- 17 mai : Frédéric Montenard, peintre français († 11 février 1926),
- 28 mai : Louis Monziès, peintre et graveur français († 13 mars 1930),
- 31 mai : Carl Fredrik Hill, peintre et dessinateur suédois († 22 février 1911),

- 2 juin : Albert Besnard, peintre et graveur français († 4 décembre 1934),
- 7 juin : Pavel Svedomski, peintre russe († 27 août 1904),
- 8 juin :
  - Julien Dillens, sculpteur belge († 24 décembre 1904),
  - Lucien-Pierre Sergent, peintre français († 19 mai 1904),
- 14 juin : Hugo von Habermann, peintre allemand († 27 février 1929),
- 16 juin : Anna Adelaïde Abrahams, peintre de natures mortes néerlandaise († 18 janvier 1930),
- 21 juin : Richard Bisschop, peintre, dessinateur et aquarelliste néerlandais († 22 mars 1926),

- 1er juillet : Louis Welden Hawkins, peintre français († 1er mai 1910),
- 3 juillet : Henry Ebel, peintre et décorateur français († 5 janvier 1931),
- 4 juillet : Frédéric Régamey, écrivain, peintre, illustrateur, graveur et lithographe français († décembre 1925),
- 7 juillet : Paul-Eugène Mesplès, peintre, caricaturiste, musicien, illustrateur, lithographe, graveur et chansonnier français († 2 septembre 1924),
- 8 juillet : Henri Rovel, peintre, compositeur et météorologue français († 1er août 1926),
- 19 juillet : Gerhard Munthe, peintre, illustrateur et designer norvégien († 15 janvier 1929),
- 20 juillet : Théobald Chartran, peintre français († 16 juillet 1907),

- 11 août : Giacomo Favretto, dessinateur et peintre italien († 12 juin 1887),
- 12 août : Abbott Handerson Thayer, peintre américain († 1921),
- 20 août : Joseph-Jean-Félix Aubert, peintre français († 23 mai 1924),
- 23 août : Mary Renard, peintre française et conservatrice au musée d'Alençon († 10 octobre 1925),

- 10 septembre : Paul-Edme Le Rat, graveur et illustrateur français († 24 décembre 1892),
- 18 septembre : Osvaldo Tofani, peintre, aquarelliste, dessinateur, graveur et illustrateur italien († 4 décembre 1915),
- 27 septembre : Émile Claus, peintre belge († 14 juin 1924),

- 11 octobre : Alfred Kowalski, peintre polonais († 16 février 1915),

- 5 novembre :
  - Enrico Cavalli, peintre postimpressionniste italien († 28 février 1919),
  - Achille Cesbron, peintre français († 3 janvier 1913),
- 7 novembre : Józef Chełmoński, peintre polonais († 6 avril 1914),
- 17 novembre :
  - Charlotte Wahlström, peintre suédoise († 22 février 1924),
  - Pharaon de Winter, peintre français († 22 juin 1924),
- 22 novembre :
  - Georges Jules Bertrand, peintre français († 11 août 1929),
  - Lucien Simonnet, peintre français († 16 avril 1926),
- 27 novembre : Eugen Zardetti, peintre suisse († 21 février 1926),
- 28 novembre : Jehan Raymond, peintre, décorateur, designer et enseignant français († 6 juin 1930),
- 30 novembre : Auguste Lepère, graveur, illustrateur et peintre français († 20 novembre 1918),
- 6 décembre : William Henry Lippincott, peintre paysagiste et portraitiste américain († 16 mars 1920),

- ? :
  - François Brunery, peintre italien († vers 1926),
  - Alice Vasselon, peintre française († 1893).

## Décès
- 11 février : Luigi Ademollo, peintre italien (° 30 avril 1764),
- 8 mars : Auguste II Blanchard, graveur français (° 4 avril 1792),
- 18 mars : Antonin-Marie Moine, sculpteur romantique français (° 29 juin 1796),
- 4 mai : Katsushika Hokusai, graveur et peintre japonais (° 23 novembre 1760),
- 11 mai : Victor Peytavin, peintre français (° 1773),
- 24 juillet : Alexander Macco, peintre allemand (° 29 mars 1767),
- 3 août : Constance-Marie Charpentier, peintre française (° 4 avril 1767),
- 28 août : Giovanni Carlo Bevilacqua, peintre italien (° 1775),
- 15 septembre : Carlo Bellosio, peintre italien (° 21 octobre 1801),
- 19 septembre :  Dominique Papety, peintre français (° 12 août 1815),
- 15 octobre : Giuseppe Borsato, peintre italien (° 1771),
- 26 octobre : Egidius Mengelberg, peintre et graveur allemand (° 8 avril 1770,
- 1er novembre : Gottfried Wilhelm Völcker, peintre allemand (° 23 mars 1775),
- 21 novembre : François Marius Granet, peintre et dessinateur néoclassique français (° 17 décembre 1775),
- 4 décembre : Jovan Pačić, officier, poète, écrivain, traducteur, illustrateur et peintre serbe (° 6 novembre 1771),
- ? :
  - Théophile Clément Blanchard, peintre, lithographe et illustrateur français (° 1812),
  - Marie-Éléonore Godefroid, peintre portraitiste française (° 20 juin 1778),
  - Jacques-Nicolas Paillot de Montabert, peintre français (° 6 décembre 1771),
  - Victorine-Angélique-Amélie Rumilly, peintre française (° 1789),
  - John Ward, peintre britannique (° 28 décembre 1798).